# 呂厄河
53°34′18.5″N 9°38′3″E / 53.571806°N 9.63417°E

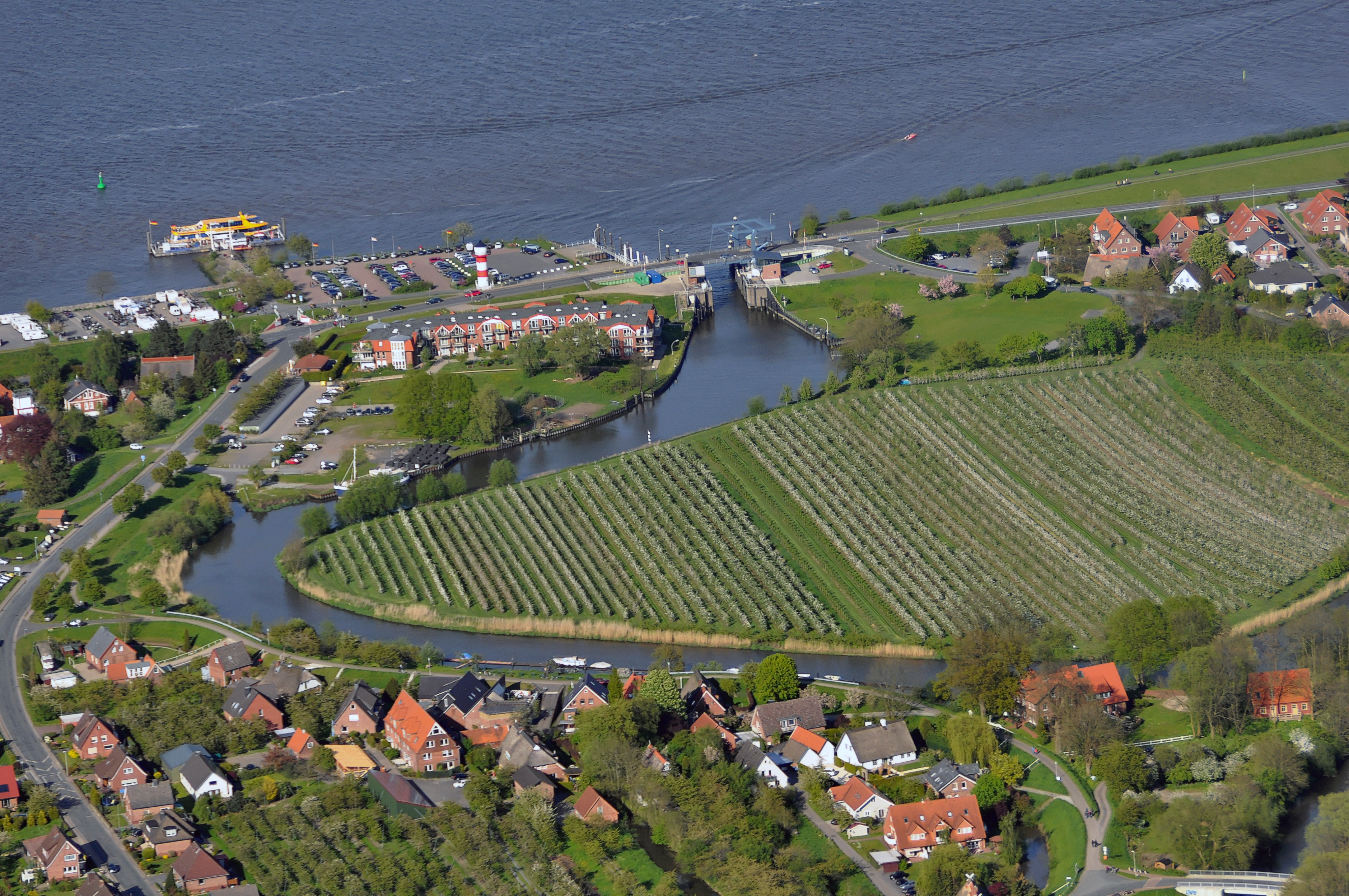
呂厄河

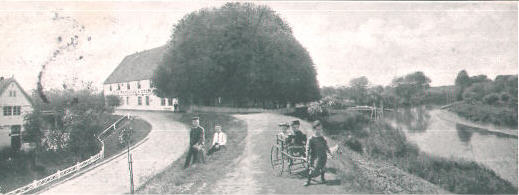
呂厄河，1900年

呂厄河（德語：Lühe），是德國的河流，位於該國西北部，由下薩克森州負責管轄，河道全長43公里，流域面積216平方公里，河口處在格呂嫩代希附近。